# Кайнуу
Ка́йнуу (фін. Kainuu) — провінція в Фінляндії на сході колишньої губернії Оулу. Межує із провінціями Північна Пох'янмаа (на північно-заході), Північна Савонія і Північна Карелія (на півдні). На сході граничить із Республікою Карелія. Площа на 31 січня 2012 року — 24 451,77 км², з яких землі становлять 21 501,14 км², внутрішні води 2 950,63 км².

## Муніципалітети
Кайнуу складається (з 1.1.2007, коли Вуолийоки об'єдналася з Каяані) з дев'яти муніципалітетів. У дужках зазначена кількість жителів на 31 грудня 2009.

## Населення
Населення 84740 осіб (на 31 грудня 2009).
| 1. Каяані (38.211) 2. Ваала (3.402) 3. Палтамо (3.920) 4. Рістіярві (1.522) 5. Соткамо (10.702) 6. Кухмо (9.637) 7. Суомуссалмі (9.326) 8. Гюрюнсалмі (2.792) 9. Пуоланка (3.131) |

## Економіка
Основні галузі: сільське господарство, землеробство, рибальство, лісова промисловість, тваринництво, гірничодобувна промисловість.